# Annabelle wraca do domu
Annabelle wraca do domu (ang. Annabelle Comes Home) – amerykański horror z 2019 roku w reżyserii Gary'ego Daubermana. Trzecia część trylogii opowieści o losach opętanej lalki Annabelle po Annabelle: Narodziny zła. W głównych rolach zagrali Vera Farmiga, Patrick Wilson i Mckenna Grace. Film miał premierę 26 czerwca 2019.

## Obsada
- Vera Farmiga jako Lorraine Warren
- Patrick Wilson jako Ed Warren
- Mckenna Grace jako Judy Warren
- Madison Iseman jako Mary Ellen
- Katie Sarife jako Daniela Rios
- Michael Cimino jako Bob Palmeri
- Samara Lee jako Bee
- Natalia Safran jako Panna Młoda

## Odbiór

### Reakcja krytyków
Film spotkał się ze średnią reakcją krytyków. W agregatorze recenzji Rotten Tomatoes 64% z 207 recenzji uznano za pozytywne, a średnia ocen wystawionych na ich podstawie wyniosła 5,8 na 10. Z kolei w agregatorze Metacritic średnia ważona ocen z 35 recenzji wyniosła 53 punktów na 100.